# 神戸リサーチパーク

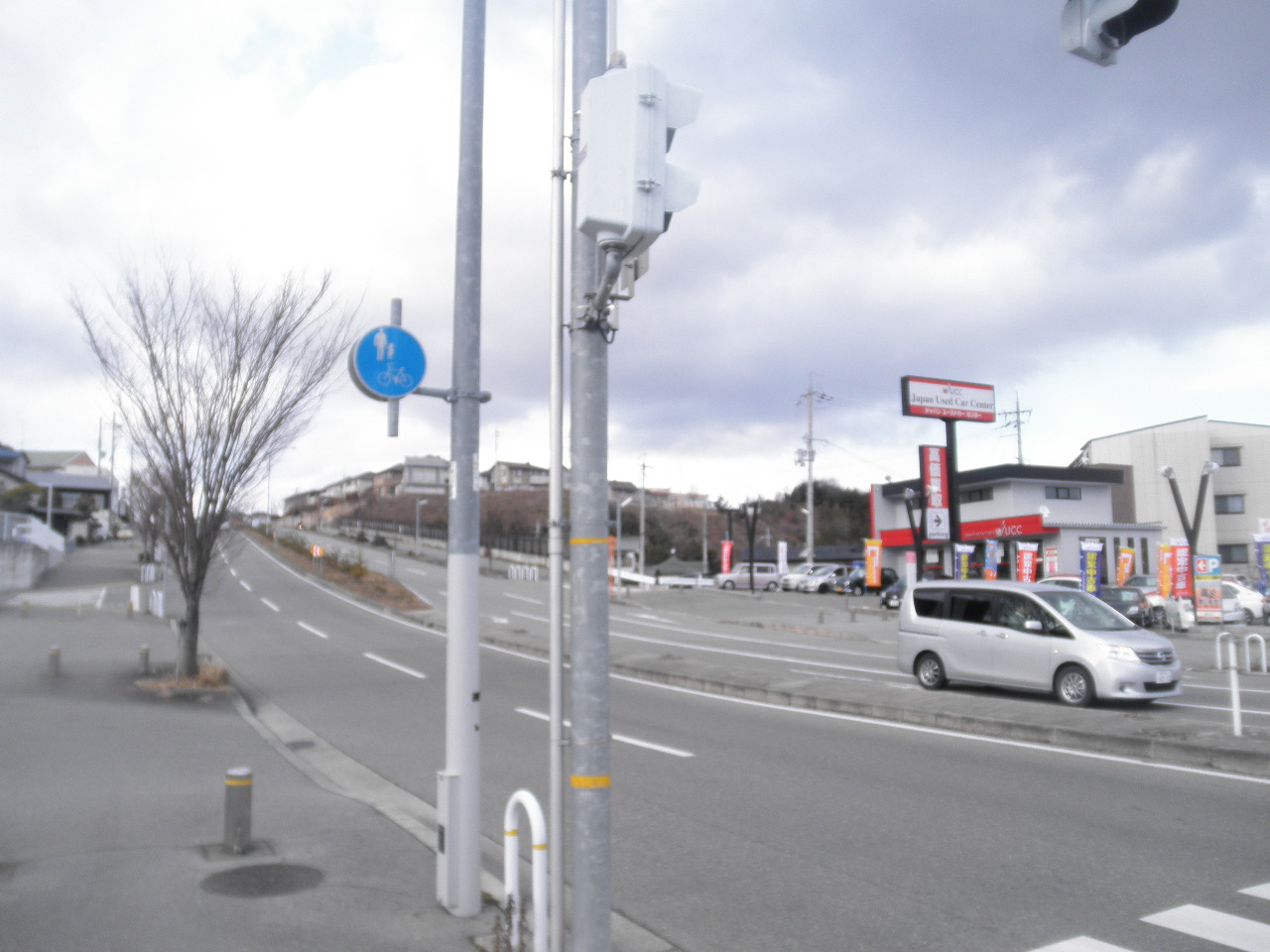
八多町から鹿の子台を望む

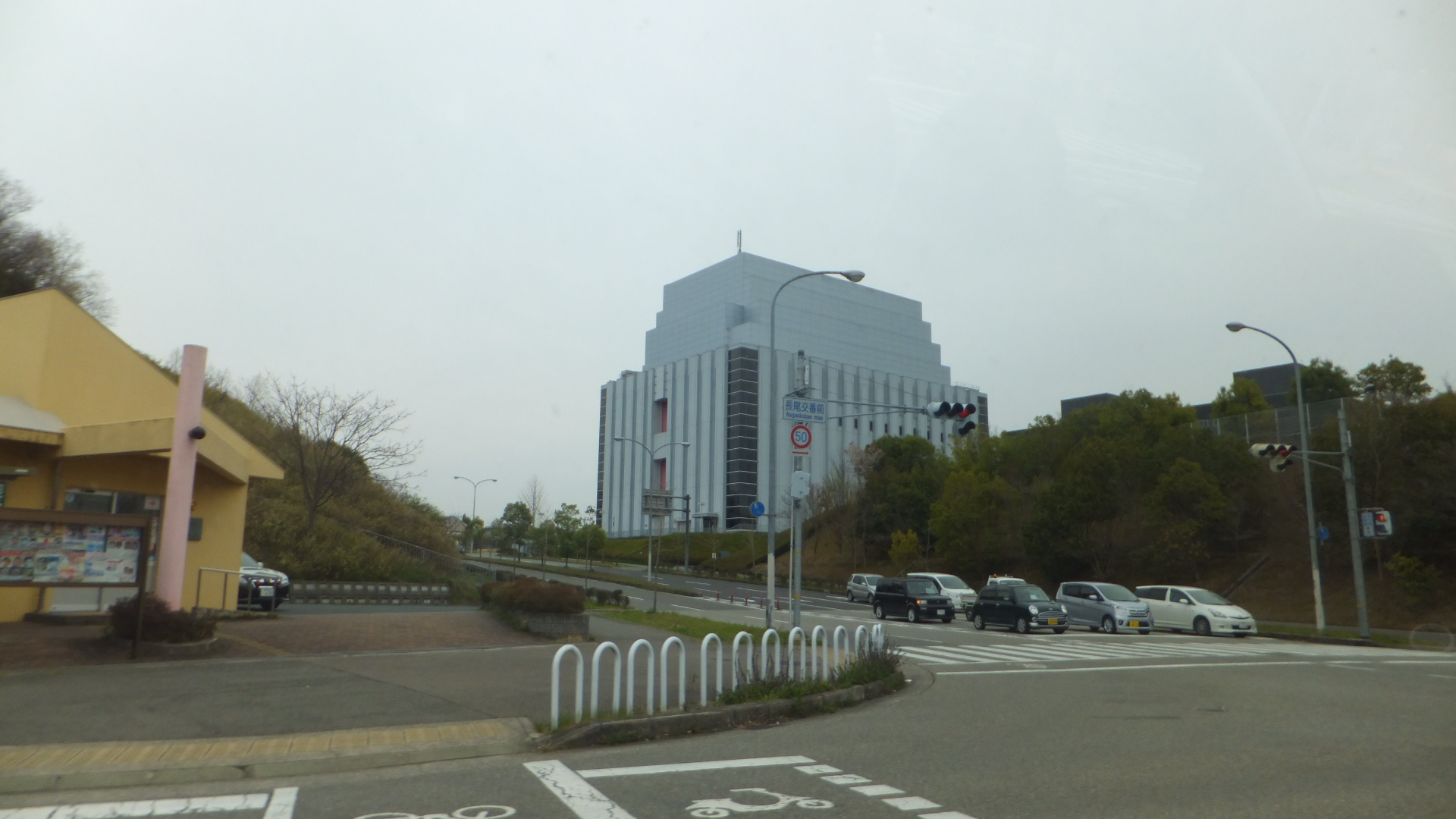
パーク間を繋ぐ幹線道路
鹿の子台北町7丁目で撮影

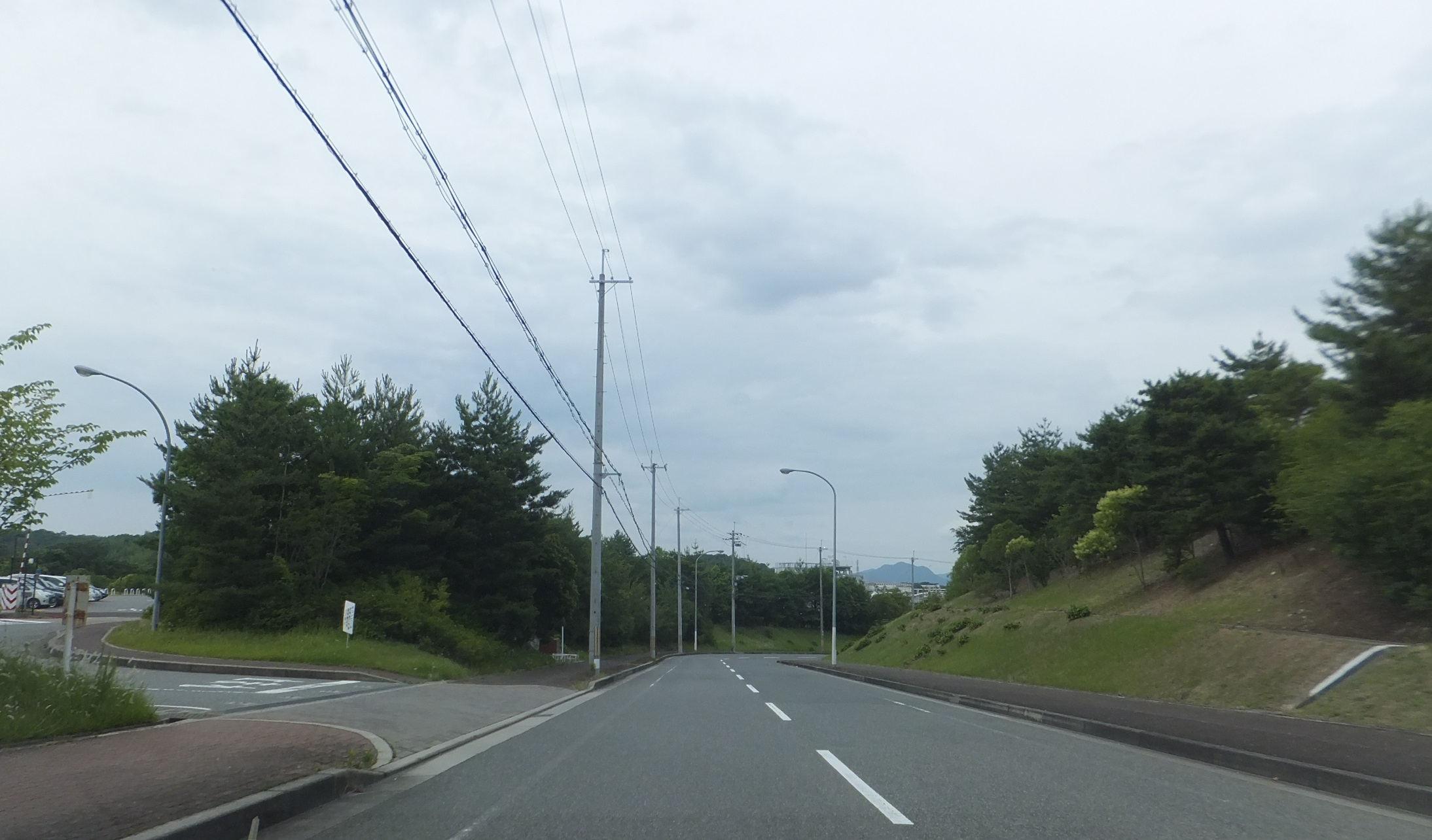
赤松台の街並み
赤松台2丁目で撮影

神戸リサーチパーク（こうべリサーチパーク）は、兵庫県神戸市北区北部(北神地区)の丘陵地にあるニュータウンである。地域内の中心的な町は鹿の子台だが、商業施設は上津台、工業は赤松台に集中している。

## 概要
神戸三田国際公園都市計画の一つとして、都市再生機構により開発された。地域は居住地区の「鹿の子台」（かのこだい）・「上津台」（こうづだい）および、工業団地の「赤松台」（あかまつだい）の3地域で構成される。

## 主な施設

### 地域内施設

#### 公立学校
- 神戸市立北神戸中学校（鹿の子台北町）
- 神戸市立鹿の子台小学校（鹿の子台北町）
- 神戸市立長尾小学校（上津台）

#### 私立学校
- アスコットインターナショナルスクールジャパン（鹿の子台南町）

#### 保育・幼児・託児施設
- 神戸鹿の子幼稚園（鹿の子台北町）
- 神戸鹿の子道場南口園（道場町日下部）
- 星の子こども園（鹿の子台北町）
- 星の杜こども園（鹿の子台南町）
- 小規模保育ステラ（鹿の子台南町）
- 神戸市立長尾幼稚園（長尾町宅原）
- オリンピア神戸北幼稚園（上津台）
- 神戸市立道場幼稚園（道場町塩田）
- 道場保育園（道場町）
- 八多保育園（八多町）
- こぐまプリスクール北神戸園（八多町中）

#### 老人ホーム・介護施設
- ゆうゆう楽天（鹿の子台北町）
- かのこヒルズ（鹿の子台北町）
- エスポワール神戸北（鹿の子台南町）
- グループホーム鹿の子台（鹿の子台南町）
- やすらぎの里神戸赤松台（赤松台）
- 愛寿園（長尾町上津）
- さくらガーデン（長尾町上津）
- 八多の里（八多町）
- ほわいえ（八多町中）

#### 病院・クリニック
- 恒生かのこ病院（鹿の子台北町）
- 恒生病院（道場町日下部）
- 有馬高原病院（長尾町上津）
- 山脇クリニック（鹿の子台北町）
- 森接骨院（鹿の子台北町）
- なかた医院（鹿の子台北町）
- こうやま歯科医院（鹿の子台北町）
- たばた歯科（鹿の子台北町）
- あおやま歯科（鹿の子台南町）
- 森鼻小児科医院（鹿の子台南町)（※閉業）
- 湯木クリニック（上津台）
- きたむらクリニック（上津台）
- 京谷眼科（上津台）
- メディカルポートイオン神戸北SC（上津台）
- まさだ歯科医院（上津台）
- せんざい歯科クリニック（上津台）

#### 大規模商業施設
- 神戸三田プレミアム・アウトレット
- イオンモール神戸北
- マックスバリュ鹿の子台店
- ケーズデンキ北神戸鹿の子台パワフル館
- ホームプラザナフコ鹿の子台店
- オートバックス神戸三田店
- ヤマダ電機神戸北店

#### 企業施設
- ゆうちょ銀行西日本貯金事務計算センター
- 日本郵便西日本物流センター
- キリンビール神戸工場

### 周辺施設
- 道の駅神戸フルーツ・フラワーパーク大沢（神戸市立フルーツフラワーパーク ）
- 北神戸田園スポーツ公園
- 北神戸ゴルフ場
- 中国自動車道 赤松パーキングエリア
- 山陽自動車道 神戸ジャンクション

## 交通

### 公共交通機関

#### 鉄道
- 神戸電鉄三田線 横山駅（三田市）・神鉄道場駅・道場南口駅・二郎駅
- 神戸電鉄公園都市線 横山駅（三田市）・フラワータウン駅（三田市）

#### 路線バス
- 神姫バス

### 道路

#### 高速道路・有料道路
- 中国自動車道 神戸三田インターチェンジ・西宮北インターチェンジ
- 山陽自動車道 神戸北インターチェンジ(乗降不可)
- 六甲北有料道路 柳谷ランプ・長尾ランプ

#### 兵庫県道
- 県道15号神戸三田線（有馬街道）
- 県道17号西脇三田線
- 県道38号三木三田線